# Gran Premio del Sudafrica 1967
Il Gran Premio del Sudafrica 1967 fu una gara di Formula 1, disputatasi il 2 gennaio 1967 sul Circuito di Kyalami. Fu la prima prova del mondiale 1967 e vide la prima vittoria in carriera di Pedro Rodríguez su Cooper, seguito da John Love e da John Surtees.

## Qualifiche
| Pos | No | Pilota          | Costruttore     | Scuderia                    | Tempo  | Distacco |
| --- | -- | --------------- | --------------- | --------------------------- | ------ | -------- |
| 1   | 1  | Jack Brabham    | Brabham-Repco   | Brabham Racing Organisation | 1:28.3 | -        |
| 2   | 2  | Denny Hulme     | Brabham-Repco   | Brabham Racing Organisation | 1:28.9 | +0.6     |
| 3   | 7  | Jim Clark       | Lotus-BRM       | Team Lotus                  | 1:29.0 | +0.7     |
| 4   | 4  | Pedro Rodríguez | Cooper-Maserati | Cooper Car Company          | 1:29.1 | +0.8     |
| 5   | 17 | John Love       | Cooper-Climax   | Privato                     | 1:29.5 | +1.2     |
| 6   | 11 | John Surtees    | Honda           | Honda Racing                | 1:29.6 | +1.3     |
| 7   | 3  | Jochen Rindt    | Cooper-Maserati | Cooper Car Company          | 1:30.2 | +1.9     |
| 8   | 19 | Dave Charlton   | Brabham-Climax  | Scuderia Scribante          | 1:30.2 | +1.9     |
| 9   | 5  | Jackie Stewart  | BRM             | Owen Racing Organisation    | 1:30.3 | +2.0     |
| 10  | 14 | Bob Anderson    | Brabham-Climax  | DW Racing Entreprises       | 1:30.6 | +2.3     |
| 11  | 9  | Dan Gurney      | Eagle-Climax    | Anglo American Racers       | 1:30.7 | +2.4     |
| 12  | 15 | Jo Bonnier      | Cooper-Maserati | Joakim Bonnier Racing Team  | 1:31.8 | +3.5     |
| 13  | 6  | Mike Spence     | BRM             | Owen Racing Organisation    | 1:32.1 | +3.8     |
| 14  | 18 | Sam Tingle      | LDS-Climax      | Privato                     | 1:32.4 | +4.1     |
| 15  | 8  | Graham Hill     | Lotus-BRM       | Team Lotus                  | 1:32.6 | +4.3     |
| 16  | 12 | Jo Siffert      | Cooper-Maserati | Jack Durlacher Racing Team  | 1:32.8 | +4.5     |
| 17  | 20 | Luki Botha      | Brabham-Climax  | Privato                     | 1:33.1 | +4.8     |
| 18  | 16 | Piers Courage   | Lotus-BRM       | Reg Parnell Racing          | 1:33.8 | +5.5     |

## Gara
"Eroe di giornata" fu John Love, il quale a 42 anni ed alla guida una vecchia Cooper destinata alle Tasman Series, sulla quale era montato un antiquato motore Climax FPF (quello usato in F1 sino al 1960), dopo essersi qualificato quinto si portò in testa alla gara, dovendo poi accontentarsi del secondo posto quando la limitata capacità del serbatoio lo costrinse ad un rabbocco di carburante a pochi giri dalla fine.
| Pos | No | Pilota          | Costruttore     | Giri | Tempo/Ritirato   | Griglia | Punti |
| --- | -- | --------------- | --------------- | ---- | ---------------- | ------- | ----- |
| 1   | 4  | Pedro Rodríguez | Cooper-Maserati | 80   | 2:05:45.9        | 4       | 9     |
| 2   | 17 | John Love       | Cooper-Climax   | 80   | + 26.4           | 5       | 6     |
| 3   | 11 | John Surtees    | Honda           | 79   | + 1 giro         | 6       | 4     |
| 4   | 2  | Denny Hulme     | Brabham-Repco   | 78   | + 2 giri         | 2       | 3     |
| 5   | 14 | Bob Anderson    | Brabham-Climax  | 78   | + 2 giri         | 10      | 2     |
| 6   | 1  | Jack Brabham    | Brabham-Repco   | 76   | + 4 giri         | 1       | 1     |
| NC  | 19 | Dave Charlton   | Brabham-Climax  | 63   | Non classificato | 8       |       |
| NC  | 20 | Luki Botha      | Brabham-Climax  | 60   | Non classificato | 17      |       |
| Rit | 18 | Sam Tingle      | LDS-Climax      | 56   | Incidente        | 14      |       |
| Rit | 16 | Piers Courage   | Lotus-BRM       | 51   | Sistema benzina  | 18      |       |
| Rit | 9  | Dan Gurney      | Eagle-Climax    | 44   | Sospensione      | 11      |       |
| Rit | 12 | Jo Siffert      | Cooper-Maserati | 41   | Motore           | 16      |       |
| Rit | 3  | Jochen Rindt    | Cooper-Maserati | 38   | Motore           | 7       |       |
| Rit | 6  | Mike Spence     | BRM             | 31   | Perdita olio     | 13      |       |
| Rit | 15 | Jo Bonnier      | Cooper-Maserati | 30   | Motore           | 12      |       |
| Rit | 7  | Jim Clark       | Lotus-BRM       | 22   | Motore           | 3       |       |
| Rit | 8  | Graham Hill     | Lotus-BRM       | 6    | Incidente        | 15      |       |
| Rit | 5  | Jackie Stewart  | BRM             | 2    | Motore           | 9       |       |

## Statistiche

### Piloti
- 1ª vittoria per Pedro Rodríguez
- 1º e unico podio per John Love
- 1º podio per Pedro Rodríguez
- 20º podio per John Surtees
- 1º e unico Gran Premio per Luki Botha

### Costruttori
- 16ª e ultima vittoria per la Cooper

### Motori
- 11ª e ultima vittoria per il motore Maserati
- 44º e ultimo podio per il motore Maserati
- 104º e ultimo podio per il motore Climax

### Giri al comando
- Denny Hulme (1–60)
- John Love (61–73)
- Pedro Rodríguez (74–80)

## Classifiche Mondiali

### Piloti
| Pos | Pilota          | Punti |
| --- | --------------- | ----- |
| 1   | Pedro Rodríguez | 9     |
| 2   | John Love       | 6     |
| 3   | John Surtees    | 4     |
| 4   | Denny Hulme     | 3     |
| 5   | Bob Anderson    | 2     |
| 6   | Jack Brabham    | 1     |

### Costruttori
| Pos | Costruttore     | Punti |
| --- | --------------- | ----- |
| 1   | Cooper-Maserati | 9     |
| 2   | Cooper-Climax   | 6     |
| 3   | Honda           | 4     |
| 4   | Brabham-Repco   | 3     |
| 5   | Brabham-Climax  | 2     |